# Plankstadt
Plankstadt (tiếng Đức: [ˈplaŋkʃtat] ⓘ) là một đô thị nằm ở huyện Rhein-Neckar-Kreis, thuộc bang Baden-Württemberg của Đức.